# Rosario
Pour les articles homonymes, voir Rosario (homonymie).
Rosario est une ville d'Argentine, le chef-lieu du département de même nom, la plus grande ville de la province de Santa Fe et la troisième ville d'Argentine derrière Buenos Aires et Córdoba.

## Situation
Elle se situe au bord du Paraná, à 285 km au nord-ouest de Buenos Aires (416 km par voie fluviale, qui passe par Nueva Palmira sur l'estuaire de l'Uruguay avant d'emprunter le Paraná). Rosario est la ville la plus peuplée et la plus importante de la province de Santa Fe.
Elle constitue un important port fluvial sur la rive occidentale du Paraná, accessible à des vaisseaux de haute mer. Elle est aussi connue pour être la ville de naissance du Che Guevara et Lionel Messi.

## Description
La ville de Rosario est située sur la berge surélevée de la rive droite du rio Paraná, en un point où cette berge se sépare du fleuve. Une pente douce unit cette ville haute aux régions basses proches du fleuve qui constituent la ville basse, et où se trouve le port de la ville.
Le point d'origine de la ville est la place Veinticinco de Mayo (25 mai), aux environs de laquelle se trouvent le bâtiment de la Municipalité (le Palacio de los Leones), la Basilique cathédrale de Nuestra Señora del Rosario (archidiocèse de Rosario), les édifices du palais de la Poste, le Museo de Arte Decorativo (Musée d'Art Décoratif) et la Bola de Nieve (ou Boule de Neige), un édifice d'habitations emblématique de la ville. Rosario est une des rares villes d'Amérique du Sud à compter de nombreux édifices de style Art nouveau.
Les rues de Rosario, comme dans presque toutes les grandes villes argentines, suivent avec régularité le tracé en damier ou quadrangulaire du plan d'origine, à l'exception d'une zone située en pente entre haut et bas de la ville, aux alentours du quartier appelé Bajada Sargento Cabral.

## Climat

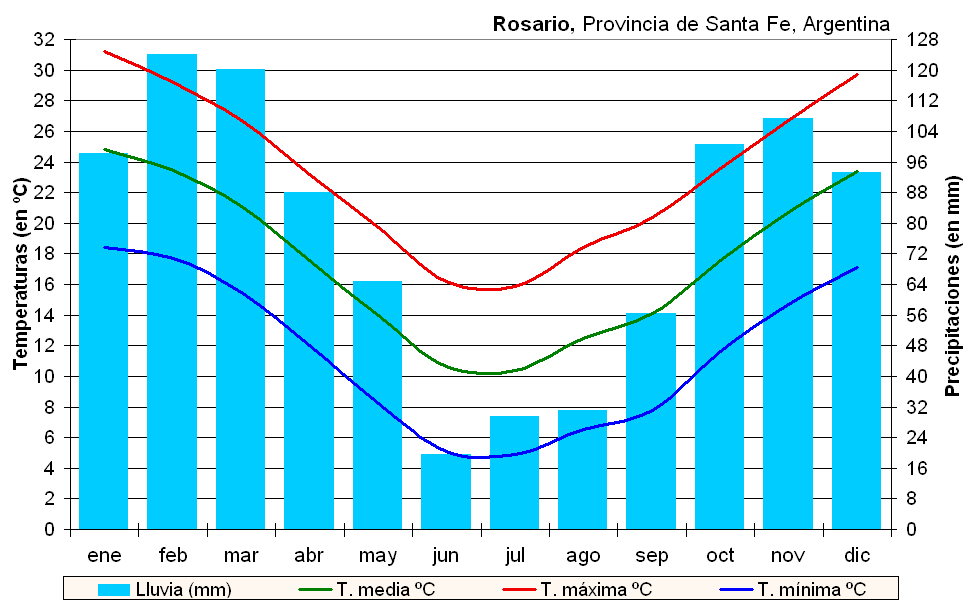
Climatogramme de Rosario.

Le climat de Rosario est assez humide et agréable une bonne partie de l'année. On l'appelle climat tempéré pampéen, ce qui équivaut à dire que les quatre saisons ne sont pas bien définies, surtout son hiver fort irrégulier. Il y a une période chaude d'octobre à avril (de 18 à 32 °C) et une période fraîche entre juin et la première moitié du mois d'août (de 5 à 16 °C). Les températures moyennes oscillent entre 10 °C (minima), et 23 °C (maxima). Il pleut plus en été qu'en hiver, avec un volume de précipitations totales de 800 à 1 300 mm par an (1 038 mm).
On considère que Rosario a un climat (et une géographie) favorable pour l'homme, d'autant plus que les hivers y sont courts et que la possibilité de neige est très réduite (la dernière chute de neige date de 1973 et la précédente de 1918). La possibilité d'inondations est rare et les tremblements de terre, typhons, ouragans et éruptions sont fortement négligeables.
Cependant, comme toutes les agglomérations étendues et éloignées de la mer, il existe une île de chaleur, due à la pollution, qui entoure la ville et qui augmente la température de quelques degrés toute l'année.
| Mois                                  | jan.      | fév.      | mars     | avril     | mai       | juin      | jui.      | août      | sep.      | oct.      | nov.      | déc.      | année     |
| ------------------------------------- | --------- | --------- | -------- | --------- | --------- | --------- | --------- | --------- | --------- | --------- | --------- | --------- | --------- |
| Température minimale moyenne (°C)     | 17,7      | 17        | 15,2     | 11,7      | 8,3       | 5,3       | 5,3       | 5,7       | 7,6       | 10,9      | 13,8      | 16,4      | 11,2      |
| Température moyenne (°C)              | 24,2      | 23,1      | 20,8     | 17,1      | 13,7      | 10,3      | 10,3      | 11,5      | 13,9      | 17,3      | 20,3      | 23        | 17,1      |
| Température maximale moyenne (°C)     | 30,8      | 29,5      | 27       | 23,4      | 20,2      | 16,5      | 16,4      | 18,3      | 20,7      | 23,6      | 26,6      | 29,5      | 23,5      |
| Record de froid (°C) date du record   | 7 1988    | 6,2 1987  | 3,1 1977 | 0 1985    | −4,2 1984 | −5,7 1971 | −6,9 1988 | −5,8 1974 | −4,8 1983 | −1,2 1972 | 2,7 1973  | 5,1 1971  | −6,9 1988 |
| Record de chaleur (°C) date du record | 39,4 1972 | 38,9 1972 | 37 1980  | 32,6 1974 | 31,2 1981 | 27,2 1976 | 30,1 1979 | 33,4 1988 | 31,4 1976 | 34,8 1981 | 37,6 1985 | 39,2 1971 | 39,4 1972 |
| Ensoleillement (h)                    | 313,1     | 271,2     | 244,9    | 216       | 189,1     | 150       | 164,3     | 201,5     | 201       | 232,5     | 270       | 291,4     | 2 745     |
| Précipitations (mm)                   | 104,5     | 116,4     | 164,6    | 79,7      | 46,7      | 36,6      | 36,8      | 36,7      | 61,6      | 91,8      | 98,3      | 120       | 993,7     |
| Humidité relative (%)                 | 69        | 72        | 78       | 81        | 82        | 82        | 82        | 77        | 74        | 73        | 70        | 68        | 76        |

## Démographie
La population de la ville se montait à 908 163 habitants, selon le recensement de 2001, effectué par l'Instituto Nacional de Estadística y Censos (Institut National de Statistiques et Recensements ou INDEC). Cela représente 38 % du total des habitants de la province de Santa Fe et 3 % des habitants du pays.
Mais Rosario constitue le noyau central d'une agglomération urbaine appelée le Gran Rosario ou Área Metropolitana del Gran Rosario, dont la population s'étend à d'autres localités des départements de Rosario et de San Lorenzo. Celle-ci, toujours en 2001, atteignait 1 161 188 habitants (317 122 ménages et 305 487 logements).
71 % des résidents sont nés dans la ville de Rosario, 16 % proviennent d'autres provinces du pays et 9 % d'autres localités de la province; le reste (4 % ce qui est peu) sont des personnes immigrées (du Pérou, de Bolivie, du Paraguay, de l'Uruguay, du Brésil, de Corée et de Chine surtout).
La majorité des habitants sont des descendants d'Italiens et d'Espagnols. Mais il en existe aussi beaucoup d'autres origines ou ethnies (Polonais, Britanniques, Français, Allemands, Suisses, Turcs, Russes, Syriens et Libanais). De plus, depuis des années, Rosario reçoit un important flux de migration interne, principalement de la province du Chaco (nord-est du pays) et de l'ethnie aborigène Toba, qui vivant dans une extrême pauvreté dans leur région d'origine, cherchent un destin meilleur dans la grande ville, ce que généralement ils ne rencontrent pas et se retrouvent dès lors dans des villas miserias.

## Religion
La ville est le siège de l'archidiocèse de Rosario. Son centre est constitué par la basilique cathédrale de Nuestra Señora del Rosario.

## Économie
Rosario, ville portuaire, fournit ses services dans une vaste zone autour d'elle, comprenant une bonne partie des provinces de Santa Fe, Córdoba et Entre Ríos (lesquelles forment la Région Centre).
Dans l'aire urbaine prévalent les secteurs industriels suivants : alimentaire (traitement des viandes, huileries), textile, automoteur, pétrochimique, sidérurgique et fabrication métalliques mécaniques. Plusieurs très grandes multinationales comme General Motors, ICI, DOW ont installé leurs usines dans la zone industrielle de Rosario.
Depuis 2003, l'économie argentine va mieux, beaucoup mieux, et même très bien pour l'année 2006, dont le premier semestre se termine avec plus de 9 % de croissance. Le spectre de la catastrophe, présent en 2001-2002, s'est totalement éloigné, du moins macroéconomiquement, car la pauvreté, elle, n'a pas suivi le même rythme d'amélioration. Et qu'en est-il de l'économie de Rosario ? La ville a suivi exactement le même chemin, avec notamment un important boom de la construction.
Avec une politique de « dollar fort » qui permet de produire des biens et services à des prix compétitifs sur le marché international, certaines industries de la région ont commencé à refleurir. Principalement la construction (avec une hausse 40 % en 2005), l'industrie textile, le secteur alimentaire, la fabrication de pièces d'automobiles, les chaussures, etc., tous secteurs bien présents dans l'économie de la ville.
Il est important de signaler que la Comisión Económica para América Latina y el Caribe de las Naciones Unidas ou Commission Economique pour l'Amérique latine et les Caraïbes des Nations Unies (autrement dit le CEPAL) a déclaré concernant l'Argentine que : « les perspectives pour 2006 signalent une prolongation du comportement expansif de l'activité. Après plusieurs années d'intense récupération, on prévoit le maintien d'une croissance [...] soutenue, ce qui impliquerait un renforcement ultérieur des flux d'investissement et d'épargne. »

## Transports

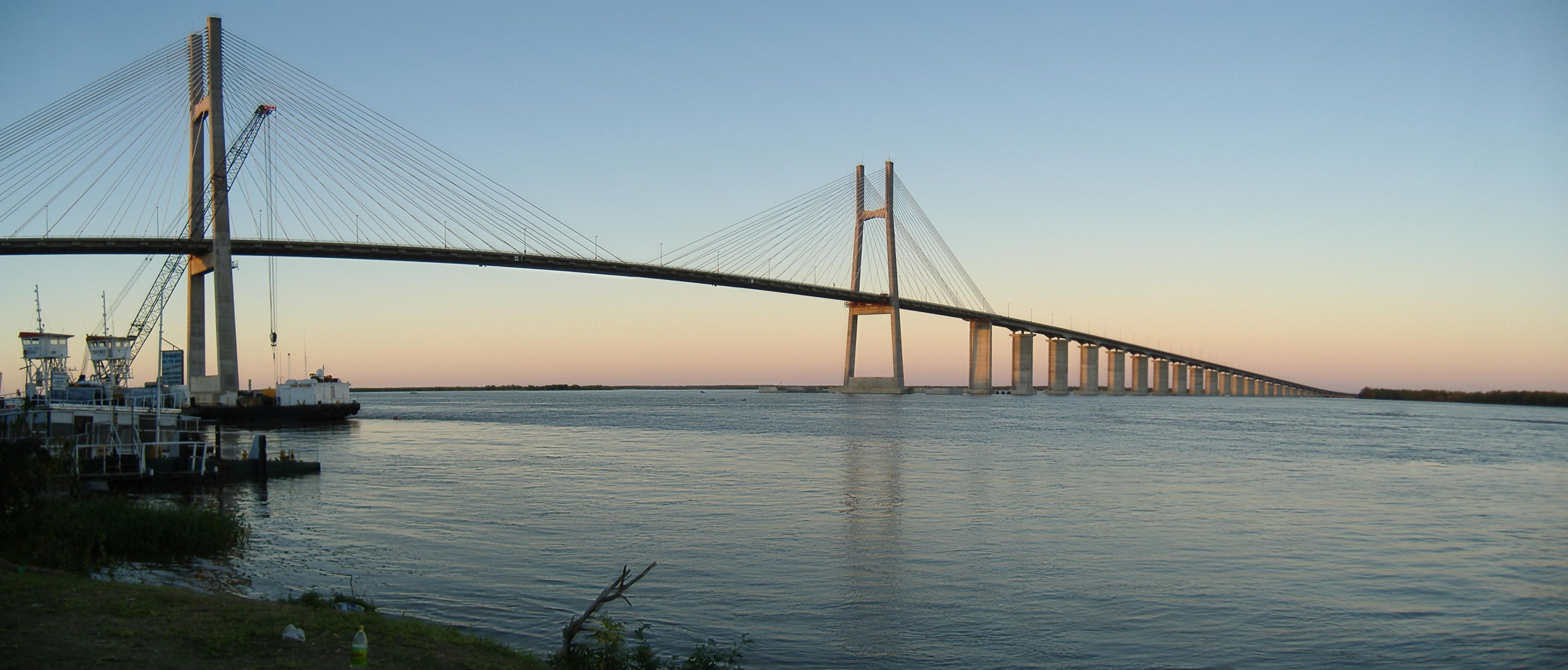
Vue du pont Rosario-Victoria à partir de Rosario.

Rosario est un relais intermédiaire pour ceux qui se déplacent entre les différentes régions du pays, car accessible et équidistante des principales zones urbaines. Elle communique aisément avec Santa Fe (180 km) et Buenos Aires (280 km) grâce à de modernes autoroutes concédées. L'autoroute vers Córdoba (avec laquelle elle est unie par la route nationale 9, une partie de la Panaméricaine) a été inaugurée en décembre 2010.
En 2003, on a inauguré le pont Rosario-Victoria, sur le Rio Paraná, grâce auquel la ville est reliée avec Victoria, à 60 km de distance. Rosario est connectée avec le reste du pays par de multiples routes nationales et provinciales.
L'aéroport international de Rosario-Islas Malvinas (en), à Fisherton (code AITA : ROS), situé à 15 km du centre-ville, propose des vols fréquents tant sur des lignes intérieures qu'internationales.
En 2004, et après des années de stagnation, les conditions techniques de l'aéroport ont été améliorées et il est à présent noté dans une catégorie supérieure pour les services internationaux.
La ville, en 2006, ne possède pas un système de transport public efficace, malgré un réseau de lignes de bus urbains et interurbains, une ligne de trolleybus -K- ré-étatisée, et de nombreux taxis. Actuellement, on projette une réforme et une modernisation totale du système de transports existants.

### Projet de ligne à grande vitesse
En 2006, un projet a vu le jour pour que Rosario et Buenos Aires soient connectées par une ligne de chemin de fer électrifiée dite LGV. Le TAVe fera le parcours en 90 minutes (l'ancien record de 2 h 38 date de 1938, et c'était un train à vapeur !), passera par Gran Campana-Zárate, San Pedro, Gran San Nicolás et Villa Constitución, et avec 20 services quotidiens on estime qu'il sera fréquenté par 7 500 passagers. Ce sera une révolution de proximité qui aura un impact économique et changera la vie de milliers de personnes, tant à Rosario qu'à Buenos Aires, et dans toute la région.
Dans une seconde phase, on prévoit de réaliser la connexion Rosario-Córdoba.
Après avoir été stoppé en 2008 pour cause de difficultés financières, le projet a été relancé au début des années 2010, pour un achèvement de la partie Buenos Aires-Rosario au mieux en 2015.

### Port maritime
(Chiffres de 1998)
- Profondeur maximale des eaux par rapport au zéro local : 40 pieds soit 12,2 mètres.

Caractéristiques techniques des bateaux qui opèrent généralement dans le port : 
- longueur maximale : 210 mètres ;
- largeur maximale : 38,40 m ;
- tirant d'eau maximal : 30 pieds soit 9,14 mètres ;
- type de charge : céréales et sous-produits.

Nombre de bateaux entrés les deux années 1997 et 1998 d'après leur longueur maximale :
- bateaux de 200 m de longueur et jusque 265 m : 61 ;
- bateaux de 20 m de longueur et jusque 200 m : 6 063.

La profondeur de 32 à 40 pieds (9,75 à 12,2 mètres) au bord des quais permet aux navires de haute mer de type Panamax d'accéder au port de Rosario.

## Personnalités nées dans la ville
- Emma de la Barra (1861-1947), pseudonyme César Duáyen, romancière.
- Lisandro de la Torre (1868-1939), député et sénateur.
- Carlo Galimberti (1894-1939), haltérophile italien, champion olympique.
- Lucio Fontana (1899-1968), peintre.
- Julio Vanzo (es) (1901-1984), peintre.
- Antonio Berni (1905-1981), peintre.
- Libertad Lamarque (1908-2000), actrice et chanteuse.
- Juan Carlos Zabala (1911-1983), athlète vainqueur du marathon des Jeux olympiques d'été de 1932 à Los Angeles.
- Vicente de la Mata (1918-1980), footballeur.
- Che Guevara (1928-1967), médecin, révolutionnaire et homme politique.
- José Bonaparte (1928-2020), paléontologue.
- Gato Barbieri (1932-2016), saxophoniste ténor.
- Alberto Olmedo (es) (1933-1988), acteur.
- Ramon Muller (1935-1986), footballeur.
- José Yudica (1936-2021), joueur et entraîneur de football argentin.
- César Luis Menotti (1938-), joueur et entraîneur de football.
- Juan David Nasio (1942-), psychanalyste.
- Roberto Fontanarrosa (1944-2007), écrivain et auteur de bandes dessinées.
- Litto Nebbia (1948-), chanteur.
- Tomás Carlovich (1949-2020), surnommé El Trinche, footballeur et entraîneur.
- Marcelo Bielsa (1955-), footballeur-entraîneur.
- Adrien Politi (1957-), guitariste et compositeur.
- Darío Grandinetti (1959-), acteur.
- Alejandra Marino (1960), réalisatrice.
- Gerardo Martino (1962-), footballeur-entraîneur.
- Fito Páez (1963-), chanteur.
- Maria Veronica Reina (1964-2017) militante des droits des personnes handicapées
- Gustavo Óscar Zanchetta (1964-), évêque condamné pour abus sexuels.
- Valeria Mazza (1972-), top model.
- Alejandro Sandler (1976-), Chef de l'orchestre Lutetia à Paris et trompettiste.
- Luciana Aymar (1977-), joueuse de hockey sur gazon.
- Mario Hector Turdo (1979-), footballeur.
- Silvina Luna (1980-2023), actrice argentine.
- Maximiliano Rodríguez (1981-), footballeur.
- Nicolás Vergallo (1983-), rugbyman international.
- Leonardo Senatore (1984-), rugbyman international.
- Javier Mascherano (1984-), footballeur.
- Ezequiel Lavezzi (1985-), footballeur.
- Eduardo Schwank (1986-), joueur de tennis.
- Ezequiel Garay (1986-), footballeur.
- Emanuel Herrera (1987-), footballeur.
- Lionel Messi (1987-), footballeur.
- Ángel Di María (1988-), footballeur.
- Juan Imhoff (1988-), rugbyman international.
- Clara Alonso (1990-), actrice et chanteuse.
- Cristian Battochio (1992-), footballeur.
- Mauro Icardi (1993-), footballeur.
- Ángel Correa (1995-), footballeur.
- Giovani Lo Celso (1996-), footballeur.

## Galerie

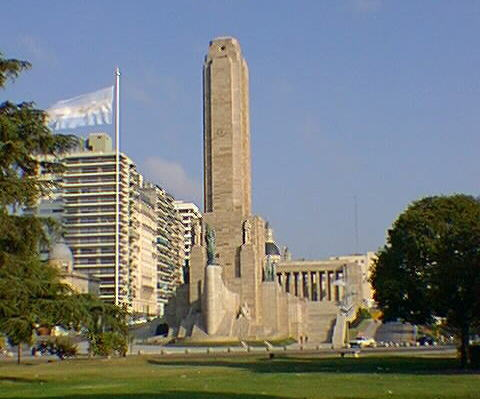
Monument national au drapeau.
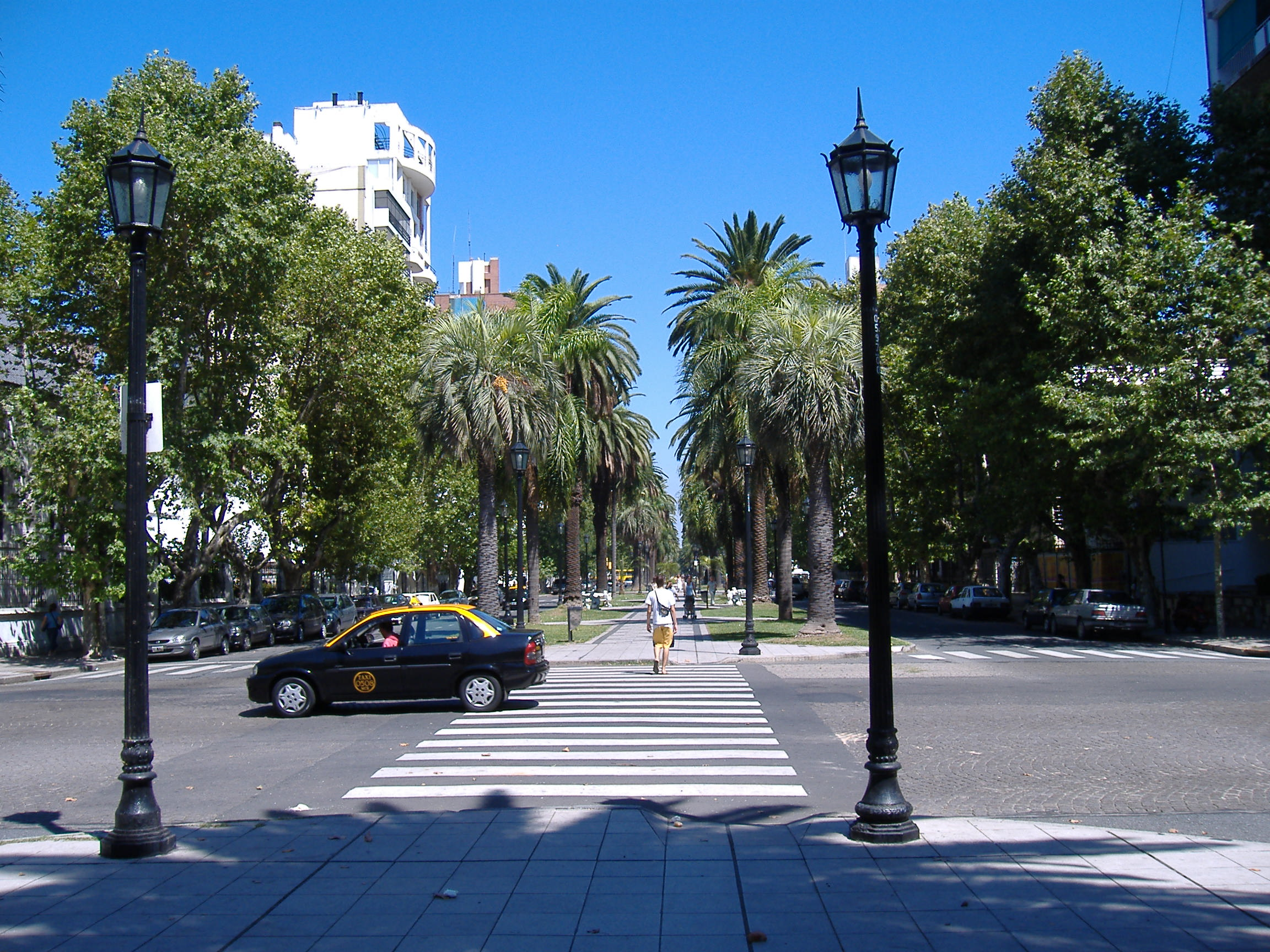
Boulevard Oroño, à Rosario.
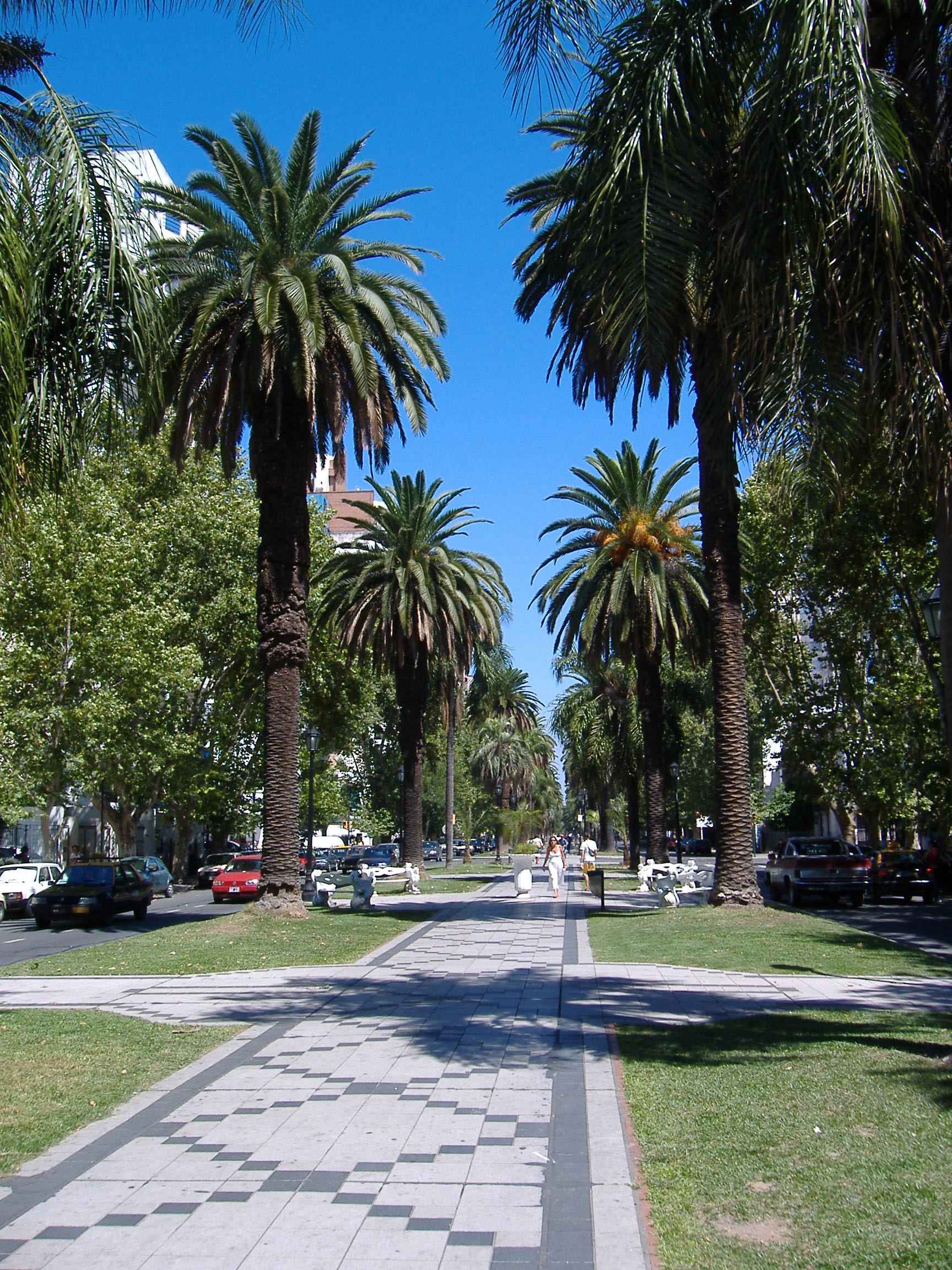
Vue du boulevard Oroño.
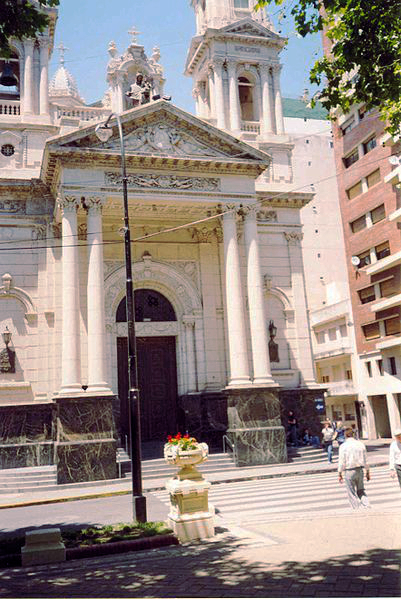
Cathédrale Notre-Dame-du-Rosaire de Rosario.
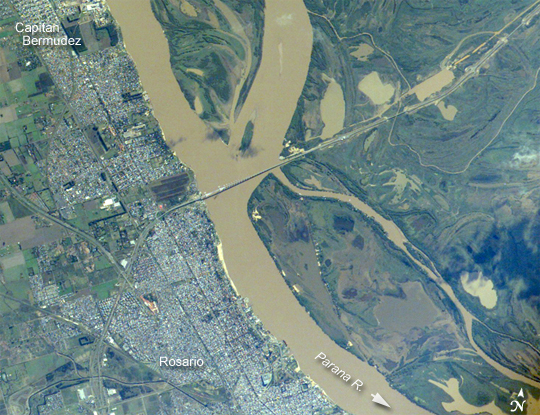
Vue satellite du Paraná au niveau de Rosario avec le pont Rosario-Victoria.
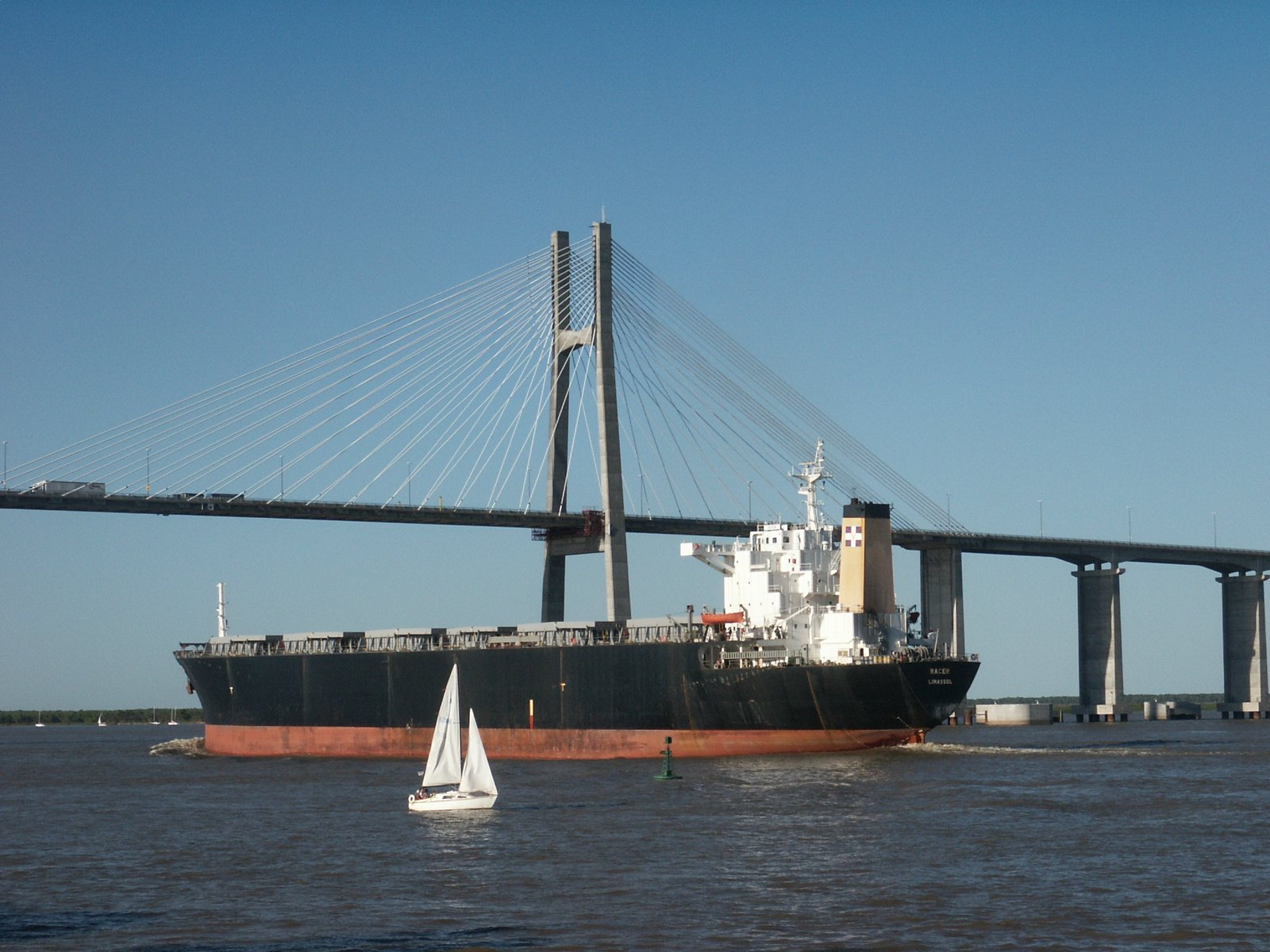
Pont Rosario-Victoria.
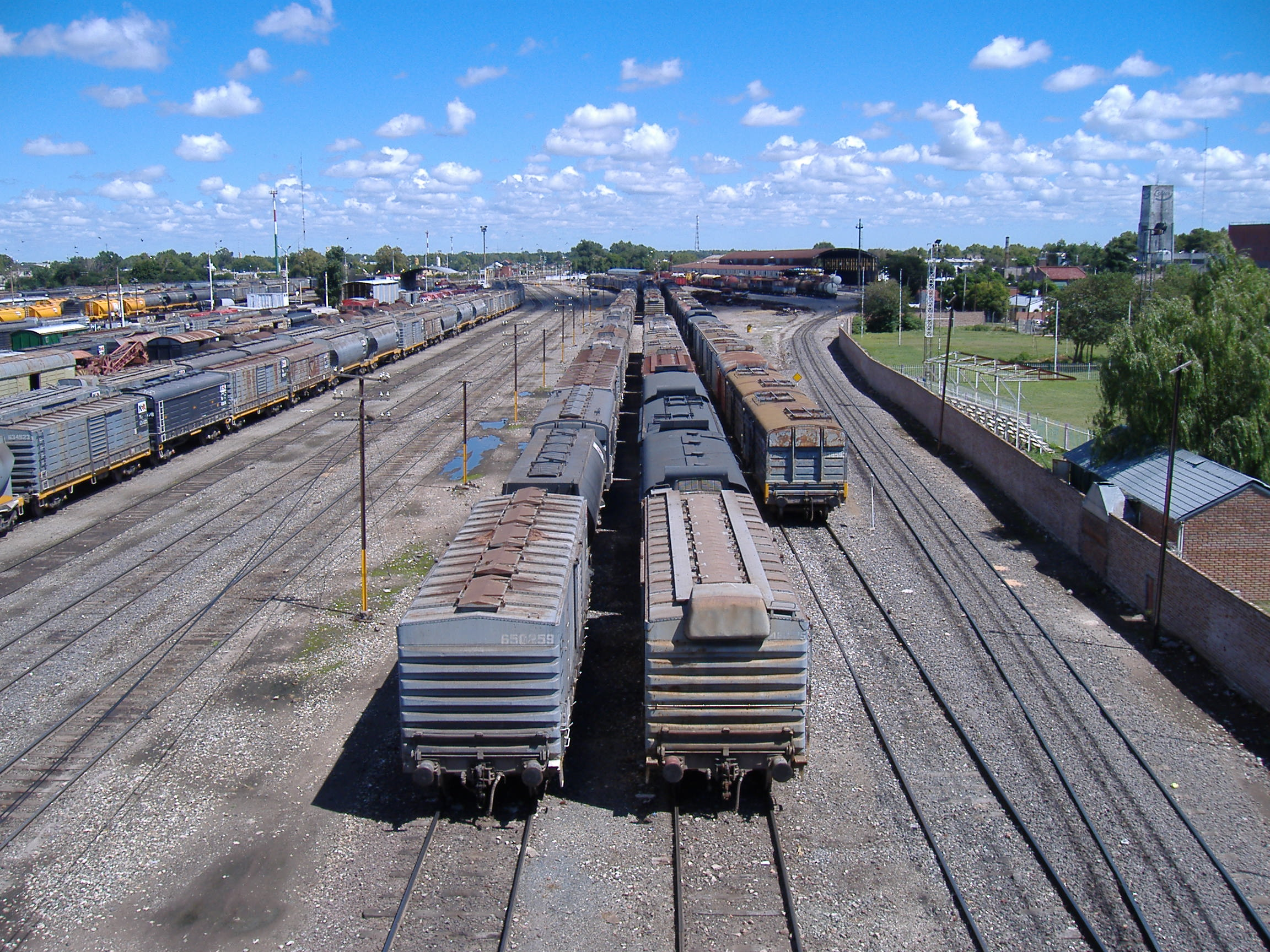
Rosario est traversée par deux branches du réseau ferroviaire argentin.
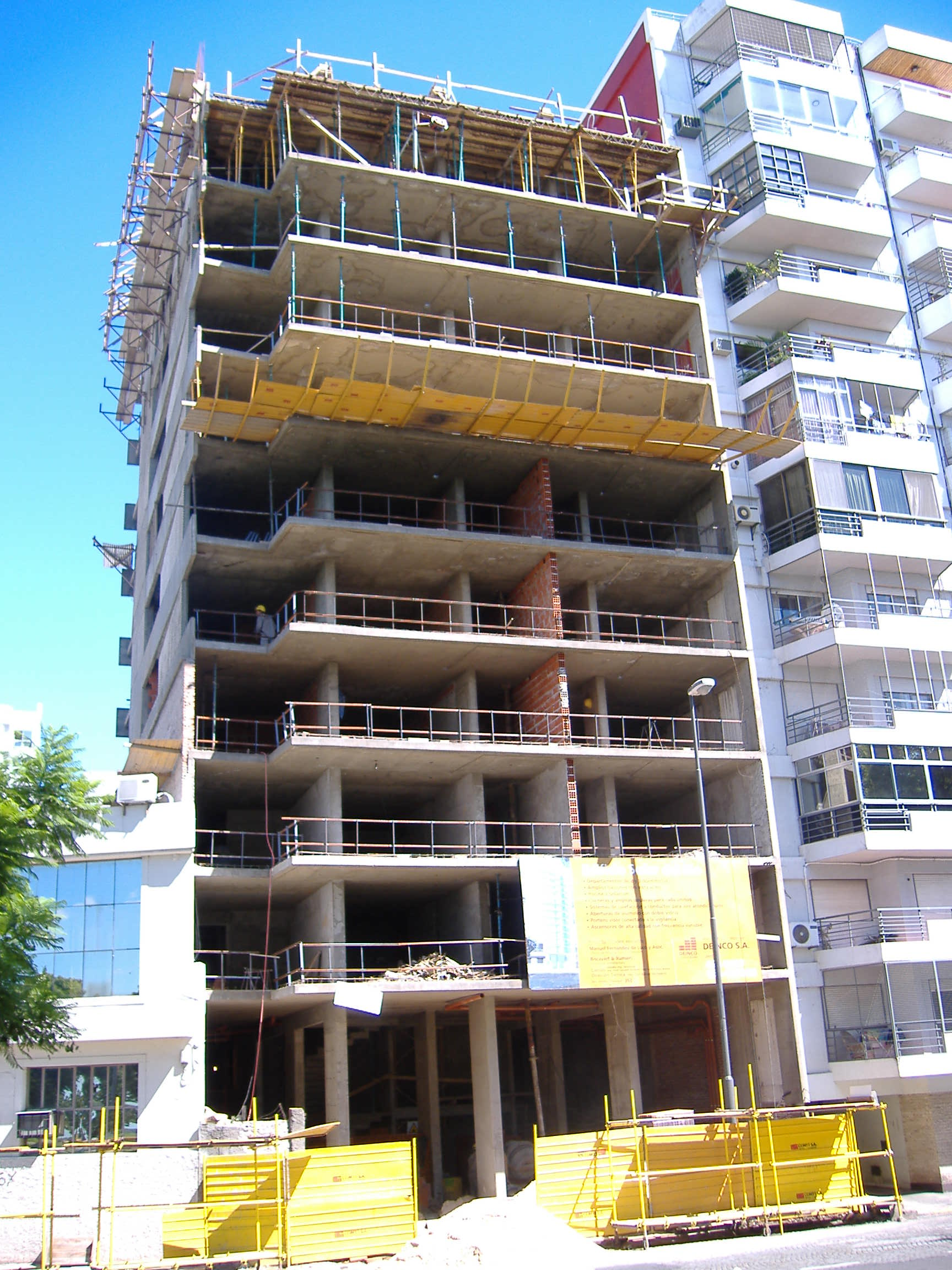
Boom de la construction : Depuis 2004, la cité est en continuelle édification.

## Jumelages
| Ville | Ville                   | Pays | Pays                   | Période                    |
| ----- | ----------------------- | ---- | ---------------------- | -------------------------- |
|       | Alexandrie,             |      | Italie                 | depuis le 20 novembre 1988 |
|       | Almaty                  |      | Kazakhstan             | depuis le 26 novembre 2019 |
|       | Asuncion                |      | Paraguay               | depuis 1993                |
|       | Barcelone               |      | Espagne                | depuis 1999                |
|       | Bilbao,                 |      | Espagne                | depuis 1988                |
|       | Caracas                 |      | Venezuela              | depuis 1998                |
|       | Cochabamba              |      | Bolivie                | depuis 1997                |
|       | Concepción              |      | Chili                  | depuis 1997                |
|       | Cuenca,                 |      | Équateur               | depuis 2011                |
|       | Curitiba                |      | Brésil                 | depuis 2006                |
|       | Dakar                   |      | Sénégal                | depuis 1998                |
|       | Estrémadure             |      | Espagne                | depuis 1998                |
|       | Gangi                   |      | Italie                 | depuis 2012                |
|       | Haïfa                   |      | Israël                 | depuis 1988                |
|       | Imperia                 |      | Italie                 | depuis 1987                |
|       | Koweït                  |      | Koweït                 | depuis 2011                |
|       | Le Pirée,               |      | Grèce                  | depuis 1993                |
|       | Liverpool               |      | Royaume-Uni            | depuis 2017                |
|       | Maldonado               |      | Uruguay                | depuis 2006                |
|       | Manizales               |      | Colombie               | depuis 1998                |
|       | Medellín,               |      | Colombie               | depuis le 4 août 2011      |
|       | Mexico                  |      | Mexique                | depuis 1996                |
|       | Monterrey,              |      | Mexique                | depuis 1993                |
|       | Montevideo,             |      | Uruguay                | depuis 1998                |
|       | Parme                   |      | Italie                 | depuis 2005                |
|       | Parme                   |      | Italie                 | depuis 1998                |
|       | Pays basque             |      | Espagne                | depuis 2002                |
|       | Pisco                   |      | Pérou                  | depuis 1986                |
|       | Porto Alegre,           |      | Brésil                 | depuis le 22 novembre 1994 |
|       | Saint-Domingue          |      | République dominicaine | depuis 1998                |
|       | Saint-Louis,            |      | États-Unis             | depuis novembre 2017       |
|       | Santa Clara             |      | Cuba                   | depuis 2018                |
|       | Santa Cruz de la Sierra |      | Bolivie                | depuis 1998                |
|       | Santiago de Cuba        |      | Cuba                   | depuis 1993                |
|       | Shanghai,               |      | Chine                  | depuis le 17 juin 1997     |
|       | Turin                   |      | Italie                 | depuis 2013                |
|       | Valparaíso,             |      | Chili                  | depuis 1994                |

## Sports
En football, le Rosario derby entre le Club Atlético Rosario Central et le Club Atlético Newell's Old Boys.
Le Rosario Central joue au stade Gigante de Arroyito, tandis que le Newell's Old Boys joue au stade Marcelo Bielsa.

## Timbres
En mai 2002, la poste argentine a émis deux timbres à l'occasion du 150e anniversaire de la déclaration de Rosario en tant que ville,.